# Campionati mondiali di sollevamento pesi 2018 - 96 kg maschile
Le gare di sollevamento pesi della categoria fino a 96 kg maschile — pesi mediomassimi — dei campionati mondiali del 2018 si sono svolte il 7 novembre 2018 ad Aşgabat presso la Weightlifting Arena dell'Aşgabat Olympic Complex.

## Programma
L'orario indicato corrisponde a quello turkmeno (UTC+05:00)
| Data            | Orario | Evento   |
| --------------- | ------ | -------- |
| 7 novembre 2018 | 10:00  | Gruppo C |
| 7 novembre 2018 | 12:00  | Gruppo B |
| 7 novembre 2018 | 17:25  | Gruppo A |

## Medagliati
Per ciascun esercizio, i primi tre classificati sono i seguenti:
| Esercizio | Oro           | Oro    | Argento  | Argento | Bronzo           | Bronzo |
| --------- | ------------- | ------ | -------- | ------- | ---------------- | ------ |
| Strappo   | Sohrab Moradi | 186 kg | Tian Tao | 181 kg  | Jaŭhen Cichancoŭ | 180 kg |
| Slancio   | Sohrab Moradi | 230 kg | Tian Tao | 226 kg  | Fares El-Bakh    | 217 kg |
| Totale    | Sohrab Moradi | 416 kg | Tian Tao | 407 kg  | Nicolae Onică    | 391 kg |

## Record
Prima di questa competizione, i record mondiali esistenti erano i seguenti:
| Record mondiale | Strappo | Mondiale standard | 185 kg | — | 1º novembre 2018 |
| Record mondiale | Slancio | Mondiale standard | 225 kg | — | 1º novembre 2018 |
| Record mondiale | Totale  | Mondiale standard | 401 kg | — | 1º novembre 2018 |

## Risultati
| Pos. | Atleta                          | Gr. | Peso atleta | Strappo (kg) | Strappo (kg) | Strappo (kg) | Strappo (kg) | Slancio (kg) | Slancio (kg) | Slancio (kg) | Slancio (kg) | Totale |
| Pos. | Atleta                          | Gr. | Peso atleta | 1            | 2            | 3            | Pos.         | 1            | 2            | 3            | Pos.         | Totale |
| ---- | ------------------------------- | --- | ----------- | ------------ | ------------ | ------------ | ------------ | ------------ | ------------ | ------------ | ------------ | ------ |
|      | Sohrab Moradi (IRI)             | A   | 95.94       | 181          | 186          | 186          |              | 223          | 230          | 237          |              | 416    |
|      | Tian Tao (CHN)                  | A   | 94.44       | 175          | 181          | 181          |              | 215          | 226          | 236          |              | 407    |
|      | Nicolae Onică (ROU)             | A   | 95.22       | 170          | 175          | 182          | 5            | 216          | 222          | 227          | 4            | 391    |
| 4    | Jaŭhen Cichancoŭ (BLR)          | A   | 94.13       | 173          | 180          | 184          |              | 210          | 217          | 217          | 7            | 390    |
| 5    | Fares El-Bakh (QAT)             | A   | 95.22       | 171          | 174          | 174          | 9            | 217          | 217          | 222          |              | 388    |
| 6    | Sarat Sumpradit (THA)           | A   | 93.88       | 165          | 170          | 173          | 8            | 200          | 206          | 211          | 5            | 384    |
| 7    | Boady Santavy (CAN)             | A   | 91.81       | 171          | 175          | 178          | 6            | 203          | 208          | 212          | 9            | 383    |
| 8    | Anton Pliesnoi (GEO)            | A   | 93.99       | 167          | 173          | 177          | 7            | 198          | 206          | 211          | 11           | 379    |
| 9    | Egor Klimonov (RUS)             | A   | 95.61       | 162          | 167          | 168          | 13           | 205          | 210          | 214          | 8            | 378    |
| 10   | Jhonatan Rivas (COL)            | A   | 94.83       | 171          | 176          | 180          | 4            | 201          | 201          | 201          | 14           | 377    |
| 11   | Rustem Sybay (KAZ)              | A   | 95.36       | 165          | 165          | 170          | 15           | 205          | 206          | 211          | 6            | 376    |
| 12   | Amir Hoghoughi (IRI)            | A   | 95.29       | 161          | 167          | 171          | 14           | 201          | 207          | 213          | 10           | 374    |
| 13   | Serafim Veli (BRA)              | B   | 95.36       | 160          | 166          | 170          | 10           | 194          | 200          | 202          | 16           | 370    |
| 14   | Volodymyr Hoza (UKR)            | B   | 95.82       | 163          | 167          | 170          | 11           | 193          | 198          | 201          | 22           | 363    |
| 15   | Chen Po-jen (TPE)               | B   | 95.51       | 160          | 165          | 168          | 12           | 190          | 195          | 198          | 20           | 363    |
| 16   | İbrahim Arat (TUR)              | B   | 95.93       | 155          | 160          | 163          | 16           | 196          | 201          | 201          | 12           | 361    |
| 17   | Jeyson Arias (VEN)              | B   | 95.90       | 156          | 156          | 156          | 22           | 196          | 201          | 201          | 13           | 357    |
| 18   | Han Jung-hoon (KOR)             | B   | 95.37       | 156          | 160          | 160          | 21           | 200          | 207          | 207          | 15           | 356    |
| 19   | Paul Ferrín (ECU)               | B   | 95.99       | 155          | 160          | 162          | 17           | 195          | 201          | 201          | 19           | 355    |
| 20   | Jason Bonnick (USA)             | B   | 95.60       | 152          | 157          | 161          | 19           | 185          | 191          | 196          | 18           | 353    |
| 21   | Vadims Koževņikovs (LAT)        | B   | 95.66       | 149          | 153          | 153          | 28           | 195          | 199          | 202          | 17           | 352    |
| 22   | Jürgen Spieß (GER)              | C   | 95.91       | 155          | 160          | 163          | 23           | 187          | 194          | 200          | 21           | 349    |
| 23   | Illia Kulikov (UKR)             | C   | 92.35       | 152          | 156          | 156          | 20           | 185          | 192          | 197          | 23           | 348    |
| 24   | Nathan Damron (USA)             | B   | 94.62       | 155          | 160          | 160          | 25           | 187          | 188          | 195          | 26           | 343    |
| 25   | Theodoros Iakovidis (GRE)       | C   | 90.24       | 153          | 158          | 158          | 27           | 183          | 183          | 188          | 25           | 341    |
| 26   | Tomas Li-čin-chai (LTU)         | C   | 95.74       | 145          | 151          | 154          | 26           | 175          | 183          | 186          | 29           | 337    |
| 27   | Eero Retulainen (FIN)           | C   | 95.99       | 148          | 148          | 149          | 31           | 187          | 188          | 193          | 24           | 337    |
| 28   | Christian Amoah (GHA)           | C   | 93.18       | 145          | 150          | 150          | 30           | 175          | 180          | 185          | 28           | 335    |
| 29   | Edmon Avetisyan (GBR)           | C   | 95.20       | 138          | 143          | 144          | 33           | 177          | 182          | 187          | 27           | 331    |
| 30   | Pierre-Alexandre Bessette (CAN) | C   | 94.41       | 150          | 155          | 159          | 24           | 175          | 181          | 182          | 30           | 330    |
| 31   | Luis Lamenza (PUR)              | C   | 95.28       | 150          | 150          | 157          | 29           | 175          | 185          | 185          | 31           | 325    |
| 32   | Simon Darville (DEN)            | C   | 95.55       | 133          | 138          | 144          | 32           | 167          | 175          | 175          | 32           | 319    |
| 33   | Laurynas Antanaitis (LTU)       | C   | 95.41       | 136          | 136          | 140          | 34           | 162          | 168          | 171          | 33           | 311    |
| 34   | Keven Morales (PUR)             | C   | 92.38       | 135          | 135          | 135          | 35           | 165          | 170          | 175          | 34           | 305    |
| —    | Artur Mugurdumov (ISR)          | B   | 95.80       | 155          | 159          | 160          | 18           | 195          | 196          | 196          | —            | —      |